# Dendrophthoe vulpina
Dendrophthoe vulpina là một loài thực vật có hoa trong họ Loranthaceae. Loài này được (Ridl.) Danser mô tả khoa học đầu tiên năm 1929.